# Dennis Russell Davies
Dennis Russell Davies (ur. 16 kwietnia 1944 w Toledo w stanie Ohio) – amerykański dyrygent.

## Życiorys
Studiował w Juilliard School of Music w Nowym Jorku u Lonny Epstein i Saschy Gorodnitzkiego (fortepian) oraz Jeana Morela i Jorge Mestera (dyrygentura), uzyskując kolejno stopień bakałarza (1966), magistra (1968) i doktora (1972). W latach 1968–1974 występował z założonym wspólnie z Luciano Berio Juilliard Ensemble, z którym zadebiutował jako dyrygent w 1968 roku na festiwalu w Spoleto. W 1970 roku w Sante Fe Opera poprowadził prapremierowe wykonanie Opery Berio. Od 1969 roku prowadził koncerty New and Newer Music w Lincoln Center w Nowym Jorku, dokonując prawykonań wielu dzieł Johna Cage’a, Elliotta Cartera, Luciano Berio, Mortona Feldmana i Frederica Rzewskiego. W 1974 roku poprowadził Peleasa i Melisandę Claude’a Debussy’ego w De Nederlandse Opera w Amsterdamie. W 1978 roku wystąpił na festiwalu w Bayreuth, gdzie dyrygował wykonaniem Holendra tułacza.
Pełnił funkcję dyrektora muzycznego Norwalk Symphony Orchestra (1968–1973), St. Paul Chamber Orchestra (1972–1980), Cabrillo Music Festival (1974–1991) i American Composers Orchestra (1978–1991). Od 1985 do 1988 roku był pierwszym dyrygentem i dyrektorem artystycznym Performing Arts Center w Saratoga Springs. W latach 1980–1987 był generalnym dyrektorem muzycznym miasta w Stuttgarcie, następnie w latach 1987–1995 piastował analogiczną funkcję w Bonn. W latach 1991–1996 był dyrektorem muzycznym Brooklyn Academy of Music i dyrygentem Brooklyn Philharmonic Orchestra. Dyrygował Stuttgarter Kammerorchester (od 1995), ORF-Sinfonieorchester w Wiedniu (od 1996) oraz Bruckner Orchester i orkiestrą opery w Linzu (od 2002). W 1998 roku został wykładowcą Mozarteum w Salzburgu.
Ceniony przede wszystkim jako wykonawca muzyki współczesnej. Dokonał prapremierowych wykonań wielu dzieł, w tym takich kompozytorów jak Hans Werner Henze (The English Cat, Schwetzingen 1983), Philip Glass (Akhnaten, Stuttgart 1984) i William Bolcom (McTeague, Chicago 1992).